# Xanthorhoe eximiata
Xanthorhoe eximiata är en fjärilsart som beskrevs av Fuchs 1905. Xanthorhoe eximiata ingår i släktet Xanthorhoe och familjen mätare. Inga underarter finns listade i Catalogue of Life.